# Скалистовское сельское поселение
Скали́стовское се́льское поселе́ние (укр. Скалистівське сільське поселення, крымскотат. Tav Badraq köy yurtu, Тав Бадракъ кой юрту) — муниципальное образование в составе Бахчисарайского района Республики Крым России.

## География
Поселение расположено на востоке района, в пределах Внутренней гряды Крымских гор, в долине реки Бодрак, левого притока Альмы.
Граничит на севере с Симферопольским районом, на западе — с Почтовским и Ароматненским сельскими поселениями, на востоке — с Верхореченским сельским поселением, на юге — с городским поселением Бахчисарай.
Площадь поселения 116,51 км².
Транспортное сообщение осуществляется по региональной автодороге 35К-019 «Новопавловка — Научный» (по украинской классификации — Т-0116).

## Население
| 2001  | 2014  | 2015  | 2016  | 2017  | 2018  | 2019  |
| ----- | ----- | ----- | ----- | ----- | ----- | ----- |
| 4708  | ↗4722 | ↗4723 | ↘4699 | ↘4677 | ↘4633 | ↘4619 |
| 2020  | 2021  |       |       |       |       |       |
| ↗4689 | ↗4873 |       |       |       |       |       |

## Населенные пункты
В состав поселения входят 4 села. 
| № | Населённый пункт | Тип населённого пункта       | Население на 2014 год |
| - | ---------------- | ---------------------------- | --------------------- |
| 1 | Скалистое        | село, административный центр | ↗3121                 |
| 2 | Глубокий Яр      | село                         | ↘592                  |
| 3 | Прохладное       | село                         | ↘621                  |
| 4 | Трудолюбовка     | село                         | ↘512                  |

## История
В 1930-х годах, согласно доступным источникам, был образован Тав-Бадракский сельсовет: впервые он встречается в справочнике «Административно-территориальное деление РСФСР на 1 января 1940 года».
Указом Президиума Верховного Совета РСФСР от 21 августа 1945 года Тав-Бадракский сельсовет переименовали в Скалистовский сельский совет.
С 25 июня 1946 года сельсовет — в составе Крымской области РСФСР, а 26 апреля 1954 года Крымская область была передана из состава РСФСР в состав УССР. Ранее на территории поселения находилось село Алёшино(до 1948 года Балта-Чокрак), упразднённое в период с 1954 по 1968 годы. На 15 июня 1960 года в Скалистовский сельсовет входили 7 населённых пунктов:

| - Алёшино - Глубокий Яр - Научный - Озёрное | - Партизанское - Скалистое - Трудолюбовка |

На 1968 год в сельсовет входило 4 села:
- Глубокий Яр
- Прохладное
- Скалистое
- Трудолюбовка.

С 21 марта 2014 года в составе Крыма аннексировано Россией.
Статус и границы новообразованного сельского поселения установлены Законом Республики Крым от 5 июня 2014 года № 15-ЗРК «Об установлении границ муниципальных образований и статусе муниципальных образований в Республике Крым».